# 亚鲁巴战记外传～艾尔丹传奇～
《亚鲁巴战记外传～艾尔丹传奇～》是一款由Sun电子制作和发行的电子角色扮演游戏。本游戏最初计划在超级任天堂发行，后取消而移植至世嘉土星，游戏于1996年8月9日在日本地区发行。
游戏主要内容为Pike的冒险。
游戏在日本地区的最初发行销量非常好。